# 아파치 나이파이
아파치 나이파이(Apache NiFi, 나이아가라파일즈/NiagaraFiles의 준말)는 소프트웨어 시스템 간 데이터 흐름을 자동화하도록 설계된 아파치 소프트웨어 재단의 소프트웨어 프로젝트이다. 과거에 NSA에 의해 개발되었고 2014년 기술 전송 프로그램의 일부로서 오픈 소스화된 나이아가라파일즈(NiagaraFiles) 소프트웨어에 기반을 둔다.
이 소프트웨어의 설계는 흐름 기반 프로그래밍 모델에 기반을 두며 클러스터, TLS 암호화를 사용하는 보안, 확장성(사용자는 자신만의 소프트웨어를 작성하여 기능을 확장할 수 있음), 동작을 시각적으로 보고 수정하는데 사용할 수 있는 포털과 같은 개선된 사용성 기능을 포함하는 여러 기능들을 제공한다.
소프트웨어 개발 및 상업적인 지원은 현재 나이파이의 원 개발사 Onyara를 인수한 Hortonworks에 의해 제공되고 있다.

## 소프트웨어 구성 요소

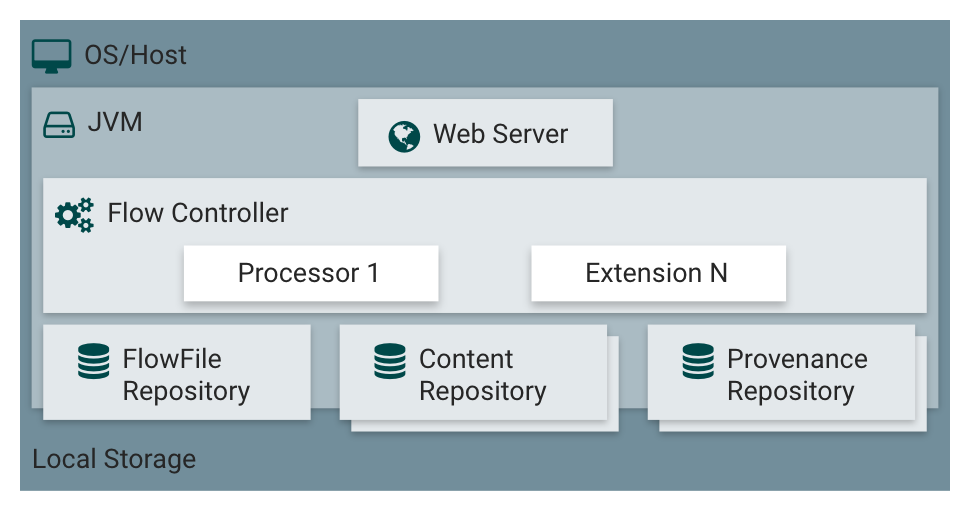
NiFi - 소프트웨어 구성 요소

나이파이는 호스팅 대상 서버의 자바 가상 머신 안에서 실행되는 자바 프로그램이다. 나이파이의 주된 구성 요소는 다음과 같다:
- 웹 서버(Web Server) - 발생되는 이벤트를 모니터링하고 소프트웨어를 시각적으로 제어하기 위해 사용되는 HTTP 기반 구성 요소
- 플로 컨트롤러(Flow Controller) - 나이파이 동작의 뇌 역할을 담당한다. 나이파이 확장 기능의 실행을 통제하고 이를 위한 자원 할당을 스케줄링한다.
- 확장 기능(Extensions) - 나이파이가 다양한 종류의 시스템과 통신할 수 있게 하는 다양한 플러그인
- 플로파일 저장소(FlowFile repository) - 나이파이가 현재 실행 중인 플로파일(FlowFile)의 상태를 추적하고 정비하기 위해 사용.
- 콘텐츠 저장소(Content repository) - 여기에서 전송 대상의 데이터가 관리된다
- 프로버넌스 저장소(Provenance repository) -  여기에서 시스템을 경유하는 데이터의 프로버넌스와 관련한 데이터가 관리된다.

## 상용 소프트웨어와의 연동
- 2017년 2월, HPE의 "SecureData for Hadoop and IoT" 소프트웨어는 나이파이를 연동한 산업 최초의 상용 제품이 되었다.[11]

## 같이 보기
- 아파치 소프트웨어 재단 프로젝트 목록